# Džunja Itó
Džunja Itó (* 9. března 1993) je japonský fotbalista.

## Klubová kariéra
Hrával za Ventforet Kofu, Kashiwa Reysol.

## Reprezentační kariéra
Džunja Itó odehrál za japonský národní tým v roce 2017 celkem 3 reprezentační utkání.

## Statistiky
| Japonsko | Japonsko | Japonsko |
| Roky     | Záp.     | Góly     |
| -------- | -------- | -------- |
| 2017     | 3        | 0        |
| 2018     | 4        | 2        |
| 2019     | 10       | 0        |
| Celkem   | 17       | 2        |